# Pala Dal Bovo
Pala Dal Bovo (o Madonna col Bambino in trono e i santi Onofrio, Girolamo, Donato e Cristoforo) è un dipinto di Francesco Bonsignori, realizzato con la tecnica della pittura a olio su tela, conservato nel Museo di Castelvecchio a Verona.